# Derinçay, Kabadüz
Derinçay là một xã thuộc huyện Kabadüz, tỉnh Ordu, Thổ Nhĩ Kỳ. Dân số thời điểm năm 2010 là 304 người.